# Nado sincronizado nos Jogos Pan-Americanos de 2007 - Dueto
As competições de dueto do nado sincronizado nos Jogos Pan-Americanos de 2007 foram realizadas entre 25 e 27 de julho no Parque Aquático Maria Lenk. Participaram um total de 22 nadadoras representando 11 Comitês Olímpicos Nacionais (CON).
As estadunidenses Christina Jones e Andrea Nott conquistaram a medalha de ouro com uma pontuação final de 95,500. Marie-Pier Boudreau Gagnon e Isabelle Rampling, do Canadá, e Caroline Hildebrandt e Lara Teixeira, do Brasil, completaram o pódio.

## Medalhistas
| Ouro   | USA Christina Jones e Andrea Nott                  |
| Prata  | CAN Marie-Pier Boudreau Gagnon e Isabelle Rampling |
| Bronze | BRA Caroline Hildebrandt e Lara Teixeira           |

## Resultados

### Rotina técnica
| Juízes        | Juízes                 | Juízes         | Juízes                |
| Execução (EX) | Execução (EX)          | Impressão (IM) | Impressão (IM)        |
| ------------- | ---------------------- | -------------- | --------------------- |
| Juiz 1        | BRA Thaís Mendes Bruno | Juiz 1         | CHI Pilar Martínez    |
| Juiz 2        | CAN Dorothy Padget     | Juiz 2         | COL Álvaro Montano    |
| Juiz 3        | DOM María Isabel Solis | Juiz 3         | ARU Stella Leslie     |
| Juiz 4        | USA Betty Hazle        | Juiz 4         | ARG Orestes Temperini |
| Juiz 5        | MEX Norma Plata        | Juiz 5         | CRC Olga Diakova      |

| Pos. | Atletas                                      | País               | Juízes | Juízes | Juízes | Juízes | Juízes | Juízes | Total  | 100% pts |         | Rotina técnica | Rotina técnica |
| Pos. | Atletas                                      | País               |        | J1     | J2     | J3     | J4     | J5     | Total  | 100% pts | 50% pts | Dif.           |                |
| ---- | -------------------------------------------- | ------------------ | ------ | ------ | ------ | ------ | ------ | ------ | ------ | -------- | ------- | -------------- | -------------- |
| 1    | Andrea Nott Christina Jones                  | USA Estados Unidos | EX     | 9,3    | 9,3    | 9,4    | 9,6    | 9,7    | 47,167 | 94,500   | 47,250  |                |                |
| 1    | Andrea Nott Christina Jones                  | USA Estados Unidos | IM     | 9,1    | 9,4    | 9,4    | 9,6    | 9,8    | 47,333 | 94,500   | 47,250  |                |                |
| 2    | Marie-Pier Boudreau Gagnon Isabelle Rampling | CAN Canadá         | EX     | 9,4    | 9,4    | 9,2    | 9,4    | 9,6    | 47,000 | 94,333   | 47,167  | 0,083          |                |
| 2    | Marie-Pier Boudreau Gagnon Isabelle Rampling | CAN Canadá         | IM     | 9,5    | 9,5    | 9,1    | 9,4    | 9,7    | 47,333 | 94,333   | 47,167  | 0,083          |                |
| 3    | Caroline Hildenbrandt Lara Teixeira          | BRA Brasil         | EX     | 9,0    | 9,1    | 8,8    | 9,0    | 9,0    | 45,000 | 90,167   | 45,084  | 2,166          |                |
| 3    | Caroline Hildenbrandt Lara Teixeira          | BRA Brasil         | IM     | 9,7    | 9,1    | 9,0    | 9,0    | 9,0    | 45,167 | 90,167   | 45,084  | 2,166          |                |
| 4    | Nara Falcón Blanca Delgado                   | MEX México         | EX     | 8,9    | 9,0    | 8,6    | 8,5    | 8,9    | 44,000 | 87,667   | 43,834  | 3,416          |                |
| 4    | Nara Falcón Blanca Delgado                   | MEX México         | IM     | 8,9    | 8,8    | 8,3    | 8,8    | 8,6    | 43,667 | 87,667   | 43,834  | 3,416          |                |
| 5    | Kenia Pérez Yamisleidys Romay                | CUB Cuba           | EX     | 8,7    | 8,6    | 8,7    | 8,4    | 8,6    | 43,167 | 86,667   | 43,334  | 3,916          |                |
| 5    | Kenia Pérez Yamisleidys Romay                | CUB Cuba           | IM     | 8,8    | 8,7    | 9,3    | 8,6    | 8,2    | 43,500 | 86,667   | 43,334  | 3,916          |                |
| 6    | Mary Soto Anna Soto                          | VEN Venezuela      | EX     | 8,2    | 8,2    | 8,1    | 8,3    | 8,0    | 40,833 | 81,333   | 40,667  | 6,583          |                |
| 6    | Mary Soto Anna Soto                          | VEN Venezuela      | IM     | 8,4    | 8,0    | 7,8    | 8,2    | 8,1    | 40,500 | 81,333   | 40,667  | 6,583          |                |
| 7    | Ingrid Cubillos Jennifer Cerquera            | COL Colômbia       | EX     | 8,0    | 8,1    | 8,2    | 8,2    | 7,9    | 40,500 | 80,833   | 40,417  | 6,833          |                |
| 7    | Ingrid Cubillos Jennifer Cerquera            | COL Colômbia       | IM     | 8,2    | 8,3    | 8,0    | 7,9    | 8,0    | 40,333 | 80,833   | 40,417  | 6,833          |                |
| 8    | Paola Capucci Julieta Díaz                   | ARG Argentina      | EX     | 7,6    | 8,3    | 7,5    | 7,9    | 7,6    | 38,500 | 77,167   | 38,584  | 8,666          |                |
| 8    | Paola Capucci Julieta Díaz                   | ARG Argentina      | IM     | 8,0    | 7,4    | 7,7    | 8,1    | 7,5    | 38,667 | 77,167   | 38,584  | 8,666          |                |
| 9    | Constanza Morales Soledad Soto               | CHI Chile          | EX     | 7,8    | 7,9    | 7,7    | 7,5    | 7,3    | 38,333 | 77,166   | 38,583  | 8,667          |                |
| 9    | Constanza Morales Soledad Soto               | CHI Chile          | IM     | 8,2    | 7,8    | 7,7    | 7,8    | 7,4    | 38,833 | 77,166   | 38,583  | 8,667          |                |
| 10   | Devah Leenheer Carondina Leijdekkers         | ARU Aruba          | EX     | 7,7    | 7,0    | 7,6    | 7,7    | 7,7    | 38,333 | 75,833   | 37,917  | 9,333          |                |
| 10   | Devah Leenheer Carondina Leijdekkers         | ARU Aruba          | IM     | 7,5    | 7,5    | 7,6    | 7,5    | 7,2    | 37,500 | 75,833   | 37,917  | 9,333          |                |
| 11   | Violeta Mitinian Mayana Aparicio             | CRC Costa Rica     | EX     | 7,5    | 6,8    | 7,1    | 7,0    | 7,4    | 35,833 | 71,500   | 37,750  | 11,500         |                |
| 11   | Violeta Mitinian Mayana Aparicio             | CRC Costa Rica     | IM     | 7,3    | 7,1    | 7,0    | 6,9    | 7,7    | 35,667 | 71,500   | 37,750  | 11,500         |                |

### Rotina livre
| Juízes              | Juízes                  | Juízes                   | Juízes                   |
| Mérito técnico (MT) | Mérito técnico (MT)     | Impressão artística (IA) | Impressão artística (IA) |
| ------------------- | ----------------------- | ------------------------ | ------------------------ |
| Juiz 1              | DOM María Isabel Solis  | Juiz 1                   | PUR Teresa Rodreguez     |
| Juiz 2              | ESA Liduvina Caravantes | Juiz 2                   | ARG Orestes Temperini    |
| Juiz 3              | USA Betty Hazle         | Juiz 3                   | CAN Dorothy Padget       |
| Juiz 4              | CUB Luisa Espinoza      | Juiz 4                   | VEN Francisco Gutiérrez  |
| Juiz 5              | CHI Pilar Martínez      | Juiz 5                   | CRC Olga Diakova         |

| Pos. | Atletas                                      | País               | Juízes | Juízes | Juízes | Juízes | Juízes | Juízes | Total  | 100% pts |         | Rotina livre | Rotina livre |
| Pos. | Atletas                                      | País               |        | J1     | J2     | J3     | J4     | J5     | Total  | 100% pts | 50% pts | Dif.         |              |
| ---- | -------------------------------------------- | ------------------ | ------ | ------ | ------ | ------ | ------ | ------ | ------ | -------- | ------- | ------------ | ------------ |
| 1    | Andrea Nott Christina Jones                  | USA Estados Unidos | MT     | 9,6    | 9,5    | 9,7    | 9,7    | 9,7    | 48,333 | 96,500   | 48,250  |              |              |
| 1    | Andrea Nott Christina Jones                  | USA Estados Unidos | IA     | 9,6    | 9,6    | 9,7    | 9,7    | 9,5    | 48,167 | 96,500   | 48,250  |              |              |
| 2    | Marie-Pier Boudreau Gagnon Isabelle Rampling | CAN Canadá         | MT     | 9,5    | 9,4    | 9,4    | 9,6    | 9,6    | 47,500 | 95,833   | 47,917  | 0,333        |              |
| 2    | Marie-Pier Boudreau Gagnon Isabelle Rampling | CAN Canadá         | IA     | 9,4    | 9,7    | 9,8    | 9,6    | 9,7    | 48,333 | 95,833   | 47,917  | 0,333        |              |
| 3    | Caroline Hildenbrandt Lara Teixeira          | BRA Brasil         | MT     | 9,0    | 9,0    | 9,3    | 9,0    | 9,2    | 45,333 | 91,166   | 45,583  | 2,667        |              |
| 3    | Caroline Hildenbrandt Lara Teixeira          | BRA Brasil         | IA     | 9,2    | 9,1    | 9,3    | 9,1    | 9,2    | 45,833 | 91,166   | 45,583  | 2,667        |              |
| 4    | Nara Falcón Blanca Delgado                   | MEX México         | MT     | 8,9    | 8,8    | 8,9    | 8,7    | 8,8    | 44,167 | 88,834   | 44,417  | 3,833        |              |
| 4    | Nara Falcón Blanca Delgado                   | MEX México         | IA     | 8,8    | 8,9    | 8,9    | 9,0    | 9,0    | 44,667 | 88,834   | 44,417  | 3,833        |              |
| 5    | Kenia Pérez Yamisleidys Romay                | CUB Cuba           | MT     | 8,7    | 8,6    | 8,8    | 8,8    | 9,0    | 43,833 | 87,333   | 43,667  | 4,583        |              |
| 5    | Kenia Pérez Yamisleidys Romay                | CUB Cuba           | IA     | 8,6    | 8,8    | 8,8    | 8,6    | 8,7    | 43,500 | 87,333   | 43,667  | 4,583        |              |
| 6    | Mary Soto Anna Soto                          | VEN Venezuela      | MT     | 8,6    | 8,4    | 8,6    | 8,5    | 8,4    | 42,500 | 85,167   | 42,584  | 5,666        |              |
| 6    | Mary Soto Anna Soto                          | VEN Venezuela      | IA     | 8,5    | 8,7    | 8,4    | 8,7    | 8,4    | 42,667 | 85,167   | 42,584  | 5,666        |              |
| 7    | Ingrid Cubillos Jennifer Cerquera            | COL Colômbia       | MT     | 8,2    | 7,6    | 8,5    | 8,3    | 8,5    | 41,667 | 83,500   | 41,750  | 6,500        |              |
| 7    | Ingrid Cubillos Jennifer Cerquera            | COL Colômbia       | IA     | 8,4    | 8,4    | 8,5    | 8,3    | 8,3    | 41,833 | 83,500   | 41,750  | 6,500        |              |
| 8    | Constanza Morales Soledad Soto               | CHI Chile          | MT     | 7,8    | 7,9    | 8,3    | 8,0    | 8,3    | 40,333 | 80,000   | 40,000  | 8,250        |              |
| 8    | Constanza Morales Soledad Soto               | CHI Chile          | IA     | 7,6    | 8,1    | 8,1    | 8,2    | 7,5    | 39,667 | 80,000   | 40,000  | 8,250        |              |
| 9    | Paola Capucci Julieta Díaz                   | ARG Argentina      | MT     | 7,5    | 7,3    | 8,2    | 7,8    | 7,8    | 38,500 | 78,333   | 39,167  | 9,083        |              |
| 9    | Paola Capucci Julieta Díaz                   | ARG Argentina      | IA     | 7,8    | 8,2    | 8,0    | 8,1    | 7,7    | 39,833 | 78,333   | 39,167  | 9,083        |              |
| 10   | Devah Leenheer Carondina Leijdekkers         | ARU Aruba          | MT     | 7,6    | 8,5    | 7,9    | 7,7    | 7,5    | 38,667 | 77,167   | 38,584  | 9,666        |              |
| 10   | Devah Leenheer Carondina Leijdekkers         | ARU Aruba          | IA     | 7,9    | 7,7    | 7,5    | 7,9    | 7,5    | 38,500 | 77,167   | 38,584  | 9,666        |              |
| 11   | Violeta Mitinian Mayana Aparicio             | CRC Costa Rica     | MT     | 6,9    | 7,5    | 7,7    | 7,5    | 7,4    | 37,333 | 75,000   | 37,500  | 10,750       |              |
| 11   | Violeta Mitinian Mayana Aparicio             | CRC Costa Rica     | IA     | 7,7    | 7,4    | 7,6    | 6,9    | 7,6    | 37,667 | 75,000   | 37,500  | 10,750       |              |

### Classificação final
| Pos. | Atletas                                        | Atletas            | Pontos |
| ---- | ---------------------------------------------- | ------------------ | ------ |
|      | Andrea Nott e Christina Jones                  | USA Estados Unidos | 95,500 |
|      | Marie-Pier Boudreau Gagnon e Isabelle Rampling | CAN Canadá         | 95,084 |
|      | Caroline Hildenbrandt e Lara Teixeira          | BRA Brasil         | 90,667 |
| 4    | Nara Falcón e Blanca Delgado                   | MEX México         | 88,251 |
| 5    | Kenia Pérez e Yamisleidys Romay                | CUB Cuba           | 87,001 |
| 6    | Mary Soto e Anna Soto                          | VEN Venezuela      | 83,251 |
| 7    | Ingrid Cubillos e Jennifer Cerquera            | COL Colômbia       | 82,167 |
| 8    | Constanza Morales e Soledad Soto               | CHI Chile          | 78,153 |
| 9    | Paola Capucci e Julieta Díaz                   | ARG Argentina      | 77,751 |
| 10   | Devah Leenheer e Carondina Leijdekkers         | ARU Aruba          | 76,501 |
| 11   | Violeta Mitinian e Mayana Aparicio             | CRC Costa Rica     | 73,250 |